# Synactinernus
Synactinernus is een geslacht van zeeanemonen uit de klasse van de Anthozoa (bloemdieren).

## Soort
- Synactinernus flavus Carlgren, 1918